# 冰人奧茨
冰人奧茨（德語：Ötzi），也称奧茲冰人、錫米拉溫人（Similaun man）或厄茨人，是一具因冰封而保存完好的天然木乃伊，1991年在奧地利和意大利邊境附近的阿爾卑斯山脈厄茨塔爾山冰川處被發現，并以發現地的所在山谷命名。其生存年代为公元前3300年的史前時期，有66%的可能是死於前3239年至前3105年之间。
冰人奧茨被認為是歐洲最古老的、保存最完好的人類木乃伊，當前保存於意大利波爾查諾的南蒂罗尔考古学博物馆。

## 發現

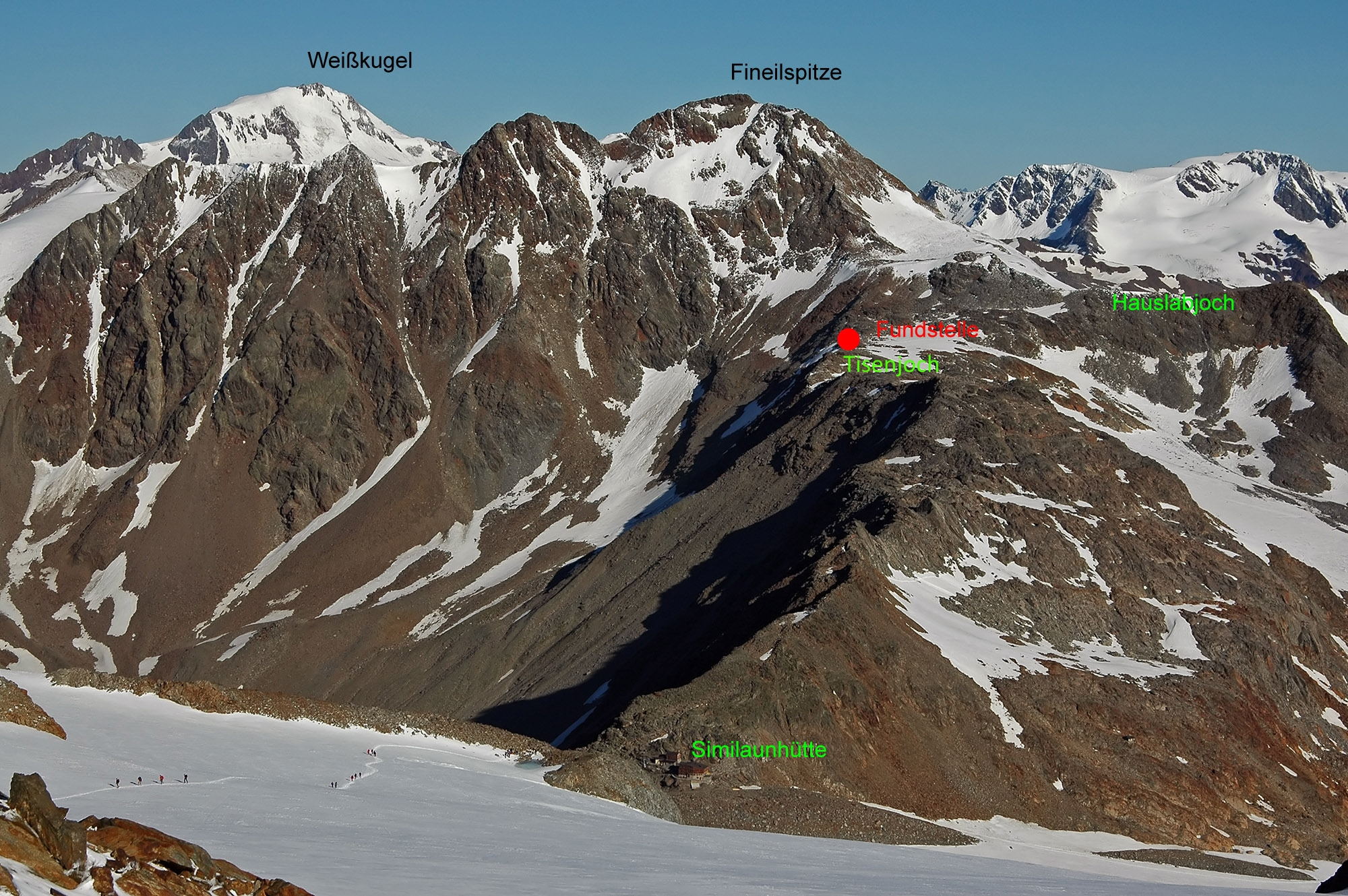
红点为奥茨被发现的位置

1991年9月19日，兩名德國紐倫堡遊客赫爾穆特（Helmut Simon）和艾瑞卡·西蒙（Erika Simon）在阿爾卑斯山脈厄茨塔爾山的菲奈爾峰東側山脊，位於靠近義大利與奧地利邊境的錫米勞恩山和提森約赫山口（Tisenjoch）附近海拔約3210公尺（10,530英尺）處發現一具遺體。起初，兩人以為這是一具現代人的屍體。
9月20日，當地的山地警察和西米朗小屋（Similaunhütte）管理員試圖利用氣動鑽和冰斧將冰層中凍結的遺體取出，然而由於風雪和天氣惡劣，他們被迫中止這一行動。此時，越來越多的專業人員和探險家被吸引到現場，組成了多支探險隊。在接下來的幾天內，八個探險隊陸續抵達，其中包括著名登山家漢斯·卡默蘭德和萊茵霍爾德·梅斯納爾。
遺體於9月22日被成功取出。隔日，遺體和隨身物品一同被送往奧地利因斯布鲁克法醫辦公室進行進一步的檢查。檢查工作也開始逐步展開。9月24日，來自因斯布鲁克大学的考古學家康拉德·斯賓德勒（Konrad Spindler）對遺體進行了初步分析。根據這具遺體隨身攜帶的類型學，斯賓德勒推測這具遺體至少有四千年的歷史。隨後對遺體的碳-14同位素測定進行分析。結果顯示，該遺體的年代範圍介於公元前3359年至3105年間，距今約有五千年之久。根據科學研究，遺體有66%的可能性死於公元前3239年至3105年之間，33%的可能性死於公元前3359年至3294年之間，僅有1%的可能性死亡時間介於公元前3277年至3268年之間。

### 邊界爭議
根據1919年《聖日耳曼條約》，奧地利北蒂羅爾和意大利南蒂罗尔之間的邊界依據因河和阿迪杰河的分水岭劃定。然而，由於提森約赫附近的冰川使得分水嶺的確定變得複雜，最初的邊界被劃得過於接近北部區域。儘管奧茲遺體的發現地點的水流方向指向奧地利一側，但1991年10月的土地測量顯示，奧茨實際上位於義大利領土內92.56公尺（101.22碼），這與義大利在1919年的領土主張相符。
隨後，南蒂羅爾省聲稱擁有該遺體的所有權，但同意讓因斯布魯克大學完成其科學研究。自1998年以來，奧茲一直展示於意大利南蒂羅爾首府波爾扎諾的南蒂罗尔考古学博物馆。
目前，「冰人奧茨」通常保存在攝氏-6度、99%濕度的冰箱中，每兩個月才從冰箱中取出一次，以補充木乃伊的水分。

## 科學鑑證

### 身體概況
奧茲於1991年9月被發現時，仍有部分身體被冰封在冰川中，透過赫爾穆特·西蒙拍攝的照片，顯示他最初以面朝下的姿態，躺在一個有冰的水池中。根據最近的推估，奧茲在死亡時的身高約為160厘米（5英尺3英寸），體重約50公斤（110磅），年齡大約45歲。遺體被發現時僅重13.75公斤（30磅5盎司），因為他的屍體在死亡後不久就被冰覆蓋，僅部分腐壞。初步報告曾誤稱他的陰莖和陰囊大部分缺失，但後來證實這一說法不正確。透過對花粉、塵埃顆粒以及牙釉質同位素成分的分析，科學家推斷奧茲在幼年時期生活於現今南蒂罗尔省的韦尔图尔诺村莊附近，後來移居至約50公里以北的山谷。
2009年，根據電腦斷層掃描分析消化系統的殘留物顯示，奧茲的胃部已向上移動至通常為肺部的位置。而胃部的內容物分析顯示，他在死前不久食用了部分消化的野生山羊肉，經DNA分析確認為阿爾卑斯山區的羱羊肉，表明他在死亡前兩小時內進食。此外，胃中還發現了小麥顆粒。這些發現顯示，奧茲可能進食了幾片乾燥且富含脂肪的野山羊肉，來源於意大利南蒂羅爾地區。進一步分析顯示，奧茲在死亡前約八小時內進食了兩頓飯，一頓包含了臆羚羊肉，另一頓則包含了欧洲马鹿肉和香草麵包，這些食物與根莖和水果一起食用。兩頓飯中的穀物為經過高度加工的一粒小麦，可能是以麵包的形式食用。在奧茲遺體周圍發現了一粒小麥、燕麥的殼和顆粒、亚麻和罌粟的種子、黑刺李的核和各種野生漿果的種子，這些可能來自於奧茲隨身攜帶的食物。
透過對奧茲頭髮進行的分析，科學家得以推測其去世前數月內的飲食情況。根據檢測結果，奧茲的第一頓飯中含有花粉，這些花粉來自一片中海拔的針葉林中，顯示他當時應是在此地進食。此外，還發現了小麥和豆類的殘留，推測因在人工種植的田間食用，亦檢測出铁木属植物的花粉，這些花粉保存極為完好，其內部細胞依然完整，表明奧茲去世前大約兩小時內這些花粉依然新鮮。這一證據進一步推測奧茲的死亡時間應發生在春季或初夏。一粒小麥通常在夏末收穫，而黑刺李則在秋季，這些食材很可能是前一年存儲的。
奧茲的頭髮中還發現了高含量的銅和砷粒子。結合奧茲隨身攜帶的銅斧（其斧刃含有99.7%的純銅），科學家推測奧茲可能從事銅冶煉工作。通過對奧茲脛骨、股骨以及骨盆比例的研究，科學家認為他經常在丘陵地帶長途行走。這種生活方式在其他銅器時代的歐洲人中並不常見，這可能意味著奧茲是一名高海拔的牧羊人。
2011年，研究人員透過3D掃描技術為奧茲重建了其面貌，該面貌模型目前展示於意大利南蒂羅爾的考古博物館。重建顯示奧茲在45歲時顯得蒼老，擁有深陷的棕色眼睛、鬍鬚、滿是皺紋的臉龐和消瘦的雙頰，他的外觀顯得疲憊且未經修飾。

#### 血液
2012年5月，科學家宣布發現奧茲的血細胞依然完整。這是目前已知最古老的完整人類血細胞。在古老的遺體中，血細胞通常會縮小或僅存殘留痕跡，但奧茲的血細胞仍然與現代活紅細胞的尺寸相同，且形態與現代樣本相似。

#### 幽門螺旋桿菌分析
2016年，研究人員對奧茲冰人的消化道進行了幽門螺旋桿菌的來源分析。研究從他的消化道中提取了12個樣本，結果發現奧茲體內的幽門螺旋桿菌屬於hpAsia2菌株，這一菌株今天主要分布於南亞和中亞地區，在現代歐洲人中極為罕見。奧茲的幽門螺旋桿菌與現代北印度三名個體的菌株最為相似，但顯然這種菌株的歷史要比現代北印度菌株更古老。

#### 胃部
奧茲的胃內幾乎完全填滿，且大部分食物尚未消化。2018年，研究人員對他的胃和腸道進行了詳細分析，以瞭解銅石並用時期的飲食組成和飲食習慣。研究團隊對胃部進行了活體組織檢查，試圖獲得他在死亡前的飲食資訊，並對胃內的內容物進行分析。先前人們認為奧茲吃素，但此次研究揭示他其實是雜食者。某些化合物的存在表明他通常進食的食物種類，例如伽馬-萜品烯（gamma-terpinene）暗示他攝入了草藥，以及多種營養豐富的礦物質表明他食用了紅肉或乳製品。
通過DNA和蛋白質的痕跡分析，研究人員確定了奧茲最後一餐的組成，包括來自阿爾卑斯野山羊和赤鹿的脂肪和肉，以及單粒小麥。原子力顯微鏡和拉曼光譜分析的結果顯示，他食用了新鮮或乾燥的野生肉類。之前的一項研究在他的小腸中檢測到炭粒，這表明在食物準備過程中曾使用火，但火可能僅用於將肉風乾或熏制。

### 健康狀況
研究表明，奧茲體內存在毛首鞭形线虫，這是一種寄生於人類的腸道寄生蟲，這表明他生前可能患有寄生蟲感染所引發的腹痛和消化問題。進一步的電腦斷層掃描顯示，奧茲右側的三至四根肋骨可能在他死後由於屍體面朝下或受到冰層的掩埋而斷裂。此外，奧茲的一根指甲顯示出三條博氏線，這種現象通常與身體壓力有關。根據這些線條，研究人員推測奧茲在去世前的半年內至少三次經歷了嚴重疾病，其中最後一次發生在他去世前約兩個月，持續了約兩週。
奧茲表皮的脫落，是他在木乃伊化過程中的自然現象，這使他的皮膚看起來較為光滑，沒有正常人體皮膚的紋理。通過對奧茲的牙齒進行檢查，發現他患有嚴重的蛀牙，這很可能與他以穀物為主的高碳水化合物飲食習慣有關。此外，2012年進行的DNA分析顯示，奧茲具有乳糖不耐症，這一發現符合當時人類社會儘管已開始農業和乳製品加工，但乳糖不耐症仍廣泛存在的情況。
內窺鏡檢查發現奧茲的肺部呈現黑色化，這可能是由於他長期暴露於煙霧環境中所致，推測與他經常接觸開放火源以取暖或烹飪有關。

### 骨骼結構與紋身
奧茲的遺體上發現了多達61處紋身，這些文身分為19組，主要由黑色線條組成，寬度介於1毫米至3毫米之間，長度則在7毫米至40毫米之間不等。這些紋身分佈在他的身體各處，尤其集中在下肢部位。具體來看，腰椎兩側有多條平行線，右膝後方和右腳踝處則有十字形符號，此外左手腕上也有平行線條。研究發現，奧茲的腿部紋身最為密集，共有12組線條分佈在這一區域。
透過顯微鏡檢查，科學家發現這些紋身是使用由爐灰或煙灰製作的色素，並將色素揉入細小的切口或刺孔中形成的。由於某些紋身的色素較為深黑，研究人員推測奧茲的某些部位可能經歷了多次紋身操作。
影像诊断学進一步揭示，奧茲的骨骼在許多紋身位置處出現了退化現象，這可能與他的年齡或長期壓力有關。這些退化主要表現在腰椎的骨軟骨病、輕微的椎關節病以及膝蓋和腳踝關節的磨損。根據這些觀察，學者推測這些文身可能具有某種治療功能，類似於指壓療法或針灸用於緩解疼痛。這一推論尤為引人注目，若果屬實，這將比中國最早記載的針灸使用（公元前一千年）早上二千年。奧茲的19組文身中，有9組位於現代針灸的穴位或经络區域，其他文身則集中在關節位置，尤其是他患有關節炎的部位。有些學者認為，奧茲腹部的紋身可能是為了緩解由鞭蟲感染引發的腸胃適。
奧茲一度被認為是迄今發現的最古老的紋身人類木乃伊。但在2018年，科學家在與他同時代的埃及木乃伊中也發現了紋身，使得這一記錄變得不再唯一。
由於奧茲身上的部分文身難以用肉眼觀察到，研究人員在2015年使用了非侵入性的多光譜技術對其進行了詳細拍攝。這項技術利用了人類肉眼無法感知的光波長，最終發現更多此前未被確認的紋身。

### 服飾

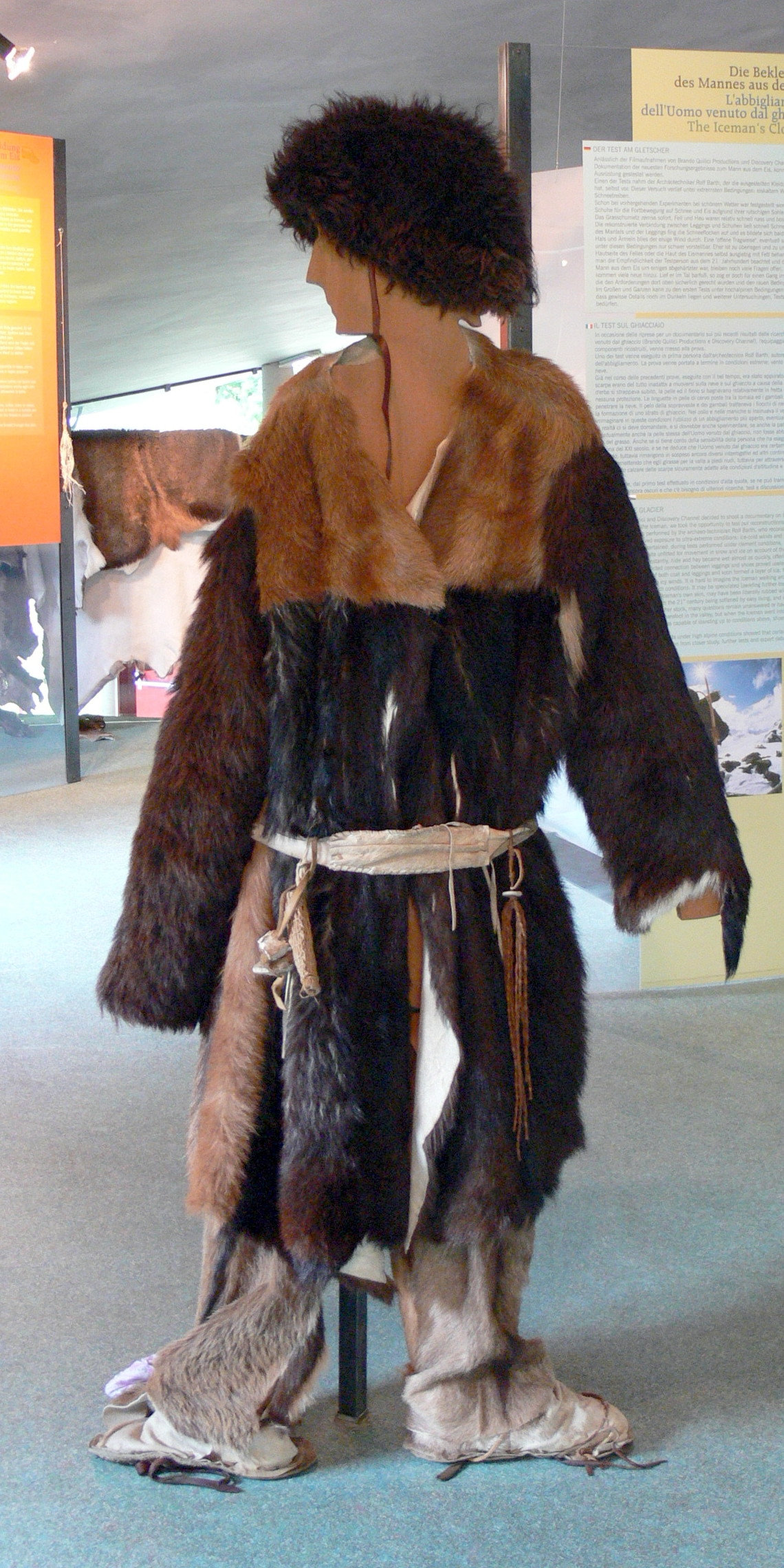
奧茨所穿的新石器時代服裝的重建品。

奧茲的服裝由多種動物皮革和植物材料製成，他的裝束包括一件用草織製成的披風、皮革製的外套、腰帶、護腿、褲裙和鞋子。此外，他還佩戴了一頂帶有皮革下巴帶的熊皮帽。這些鞋子不僅防水，且寬大，似乎是專為在雪地行走設計。鞋子的鞋底使用熊皮，鞋面由鹿皮製成，並以樹皮纖維編織成網狀結構，內部則用柔軟的草纏繞腳部，類似現代襪子的作用。奧茲的外套、腰帶、護腿和褲裙由垂直縫合在一起的皮革條製成，並使用腱作為縫線。他的腰帶上縫著一個小袋，裡面放有一組實用工具，包括一個刮刀、鑽子、燧石碎片、骨製錐子和乾燥的真菌。

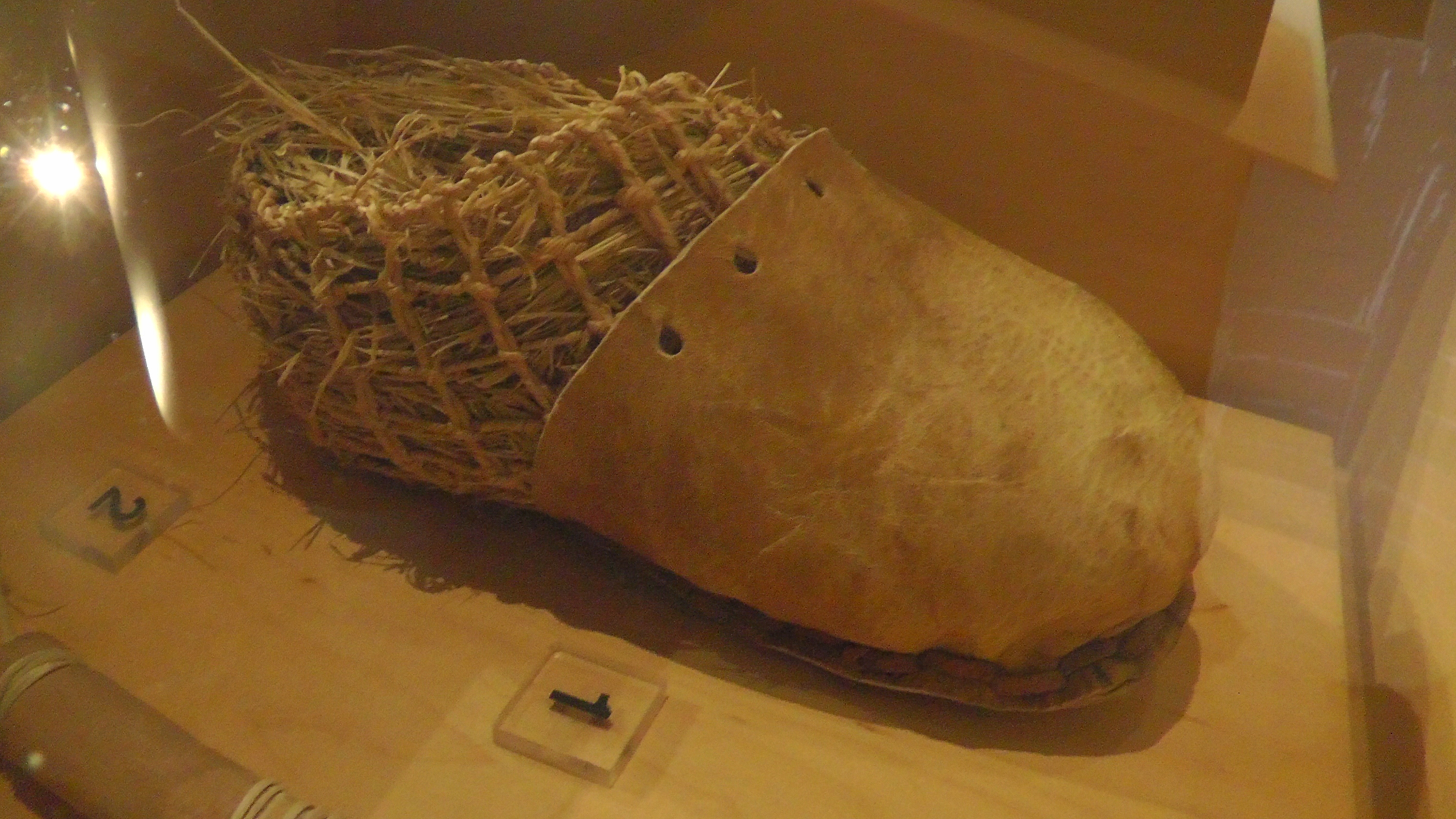
奧茲鞋子的複製品，展示於巴塔鞋博物館

奧茲的鞋子已被捷克的一位學者成功複製。該學者指出，奧茲鞋子的構造非常複雜，證明早在5300年前，人們就擁有類似鞋匠的專業工匠，為他人製作鞋子。這些複製品被證明為極其優秀的足具，甚至有一家捷克公司提出購買製造權。然而，英國考古學家賈奎·伍德提出了一個較新的假設，認為奧茲的鞋子實際上可能是雪鞋的上部結構。根據這一理論，現在被解釋為背包部件的物品，實際上是雪鞋的木框和網狀結構，並用動物皮遮蓋臉部。
奧茲的皮革褲裙和外套由羊皮製成。基因分析顯示，這些羊的品種與現代歐洲的家養羊類似，而非野生羊種。這些物品的皮革來自至少四隻不同的動物。其中部分外套是用一種家養山羊的皮製成，這種山羊屬於今天仍生活於中歐地區的線粒體單倍型群（一個共同的女性祖先）。外套是用兩種不同物種的皮革縫製而成，護腿則使用家養山羊皮製作。瑞士施尼德約赫出土的一組類似的5000年前的護腿，同樣由山羊皮製成。
愛爾蘭和義大利的研究人員分析了奧茲衣物中的線粒體DNA，並將研究結果發表在《科學報告》期刊上。結果顯示，奧茲的鞋帶來自歐洲家養牛的基因種群，他的箭袋是由野生獐皮製成，而毛皮帽則來自棕熊的一個遺傳譜系，該譜系至今仍生活在該地區。

### 工具設備

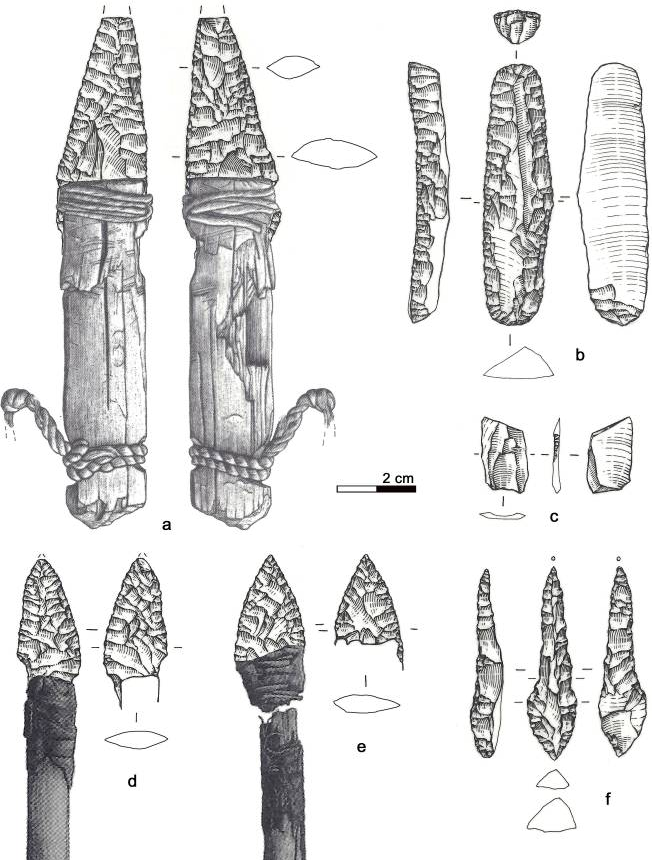
奧茲的石器工具組合
（a)：匕首、（b）：刮削器、（c)：小石片、（d)：箭頭14號、（e)：箭頭12號、（f)：錐鑽器

與奧茲一同發現的物品中，包括一把銅斧、一把燧石刀和一個裝有14支箭的箭袋。這14支箭中，箭矢由莢蓮屬植物和山茱萸製成。兩支箭頭已破損，並配有燧石箭頭和箭羽（用於穩定飛行），而其餘12支箭則未完成，沒有裝上箭頭。這些箭被發現在一個箭袋中，袋內還有一條疑似弓弦的物品、一個不明工具，以及一個鹿角工具，可能是用來削尖箭頭的。此外，還發現了一把未完成的紫杉長弓，長度達到1.82米。

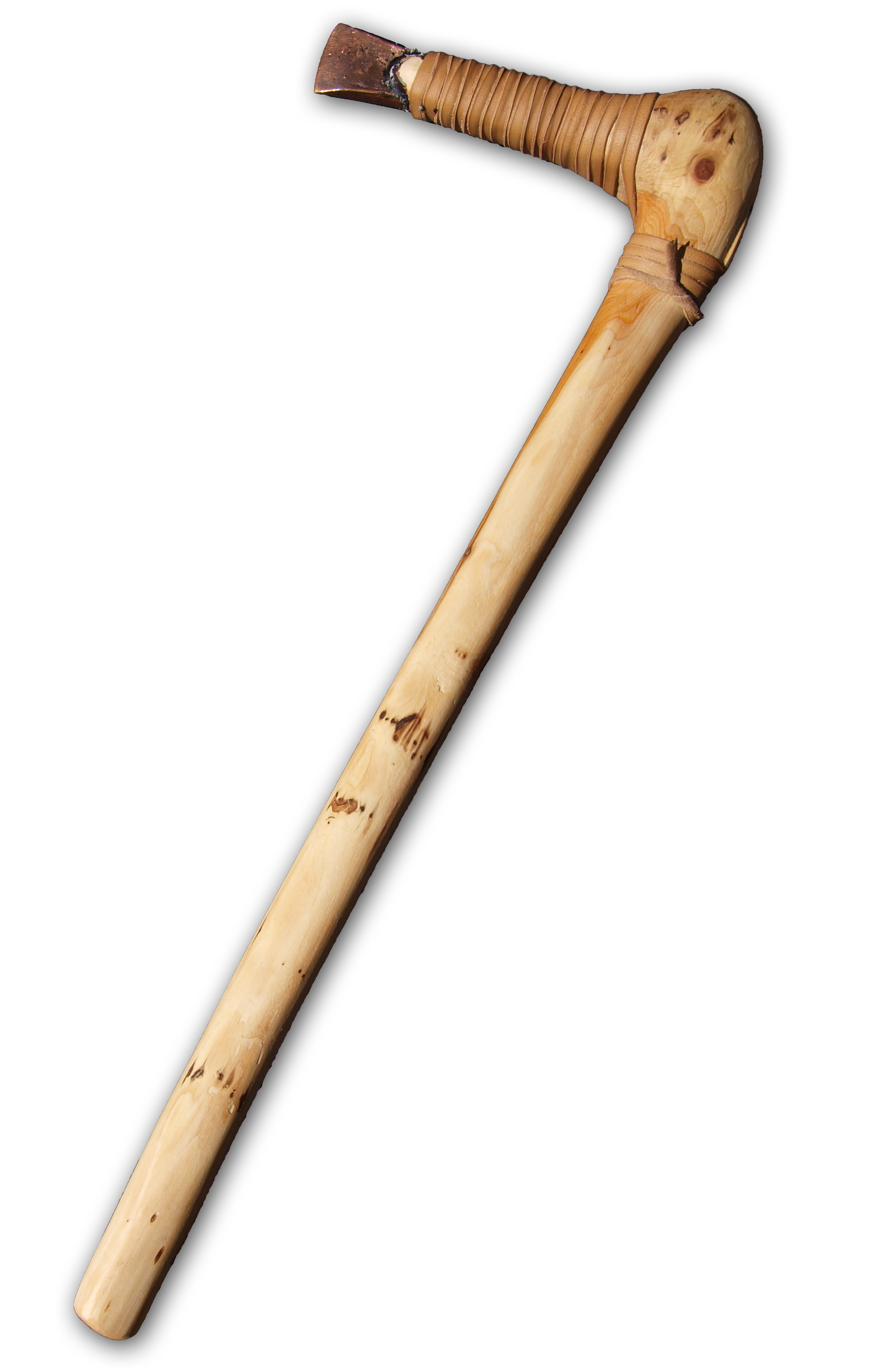
奧茲銅斧的複製品。

奧茲的隨身物品中還有漿果、兩個樺木皮籃子，以及兩種具有不同功能的多孔菌，其中一種是白樺菌菇，已知具有驅蟲功效，推測可能用於藥用。另一種是用於生火的木蹄層孔菌，與一套生火套件一同被發現。該套件包含十多種不同植物的碎片，並配有用於產生火花的燧石和黄铁矿。
奧茲的銅斧長約60厘米，由精心加工的歐洲紅豆杉製成，刀的刀柄則由梣木製作。斧柄肩部有一個直角彎曲。斧頭長約9.5厘米，由幾乎純銅鑄造，未經過機械硬化處理。儘管當時已知阿爾卑斯山區的銅礦資源被開採利用，但2017年的研究顯示，這把斧頭中的銅來自義大利南部的托斯卡納地區。斧頭被嵌入斧柄的叉形末端，並用樺焦油和緊密的皮革捆綁固定。斧頭的刀刃部分伸出捆綁物，顯示出明顯的使用痕跡，表明曾被用於砍伐和切割。在當時，這樣的銅斧既是一種重要的工具，也是身份象徵。

### 遺傳分析
奧茲冰人的完整基因組首次於2012年被測序，而在2023年發表了一個新的、比現代人類基因污染更少高覆蓋率基因組。
根據2012年的研究，奧茲的人类Y染色体DNA单倍型类群屬於單倍群G-M201的一個亞支系，這個亞支系是由SNPs M201、P287、P15、L223和L91（G-L91，ISOGG G2a2b，前稱為G2a4）定義的。雖然他沒有進行G-L91下游亞支系的測試，但分析其二進制比對圖文件顯示，奧茲屬於L91下的L166和FGC5672亞支系。目前，G-L91主要分佈於科西嘉。其線粒體DNA分析顯示，奧茲屬於K1亞支系，但無法歸類為現代K1a、K1b或K1c的任何分支。這一新亞支系暫定命名為K1ö，專門為奧茲而設立。多重測試研究確認奧茲的線粒體DNA屬於一個之前未知的歐洲亞支系，在現代數據集中分佈極為有限。從常染色體DNA的角度看，奧茲與南歐人，特別是地理隔离的科西嘉人和撒丁島人關係最為密切。屬於早期歐洲農民的遷徙群體，這些農民在公元前7千年從安納托利亞遷移至歐洲，取代了此前的歐洲狩獵採集者群體。基因分析還顯示，奧茲患有動脈硬化的高風險並對乳糖不耐，並帶有萊姆病的可能致病因子——伯氏疏螺旋體的DNA序列，使他成為已知最早感染萊姆病的人類。但後續分析認為這可能是另一種伯氏疏螺旋體的序列。
2023年的基因組研究顯示，奧茲具有非常高比例（90%）與安納托利亞農民相關的祖源，是當時歐洲人中比例最高的，而與歐洲狩獵採集者相關的祖源比例較低。然而，與2012年研究不同的是，這次並未發現草原牧民相關的祖源，這一差異被歸因於現代人類污染的影響。草原牧民的基因組成缺失並不令人意外，因為這些「原印歐」群體約於公元前2900年才進入歐洲，而奧茲的低狩獵採集者祖源則可能是因為新石器時代農民和西方狩獵採集者之間的基因混合仍在進行中。研究還指出，奧茲可能比現代歐洲人膚色更深，但不及中石器時代的西方狩獵採集者，並且可能患有禿頭和與肥胖相關的新陳代謝疾病。
2013年10月的報告指出，19名現代蒂罗尔州男性屬於與奧茲相同的父系譜系（Y染色體單倍群G-L91），可能與奧茲有共同的祖先，或是奧茲的近親後裔。因斯布鲁克医科大学法醫學研究所的科學家分析了超過3,700名提洛爾男性的DNA，發現約0.5%的男性與奧茲共享相同的父系單倍群。

## 死亡原因

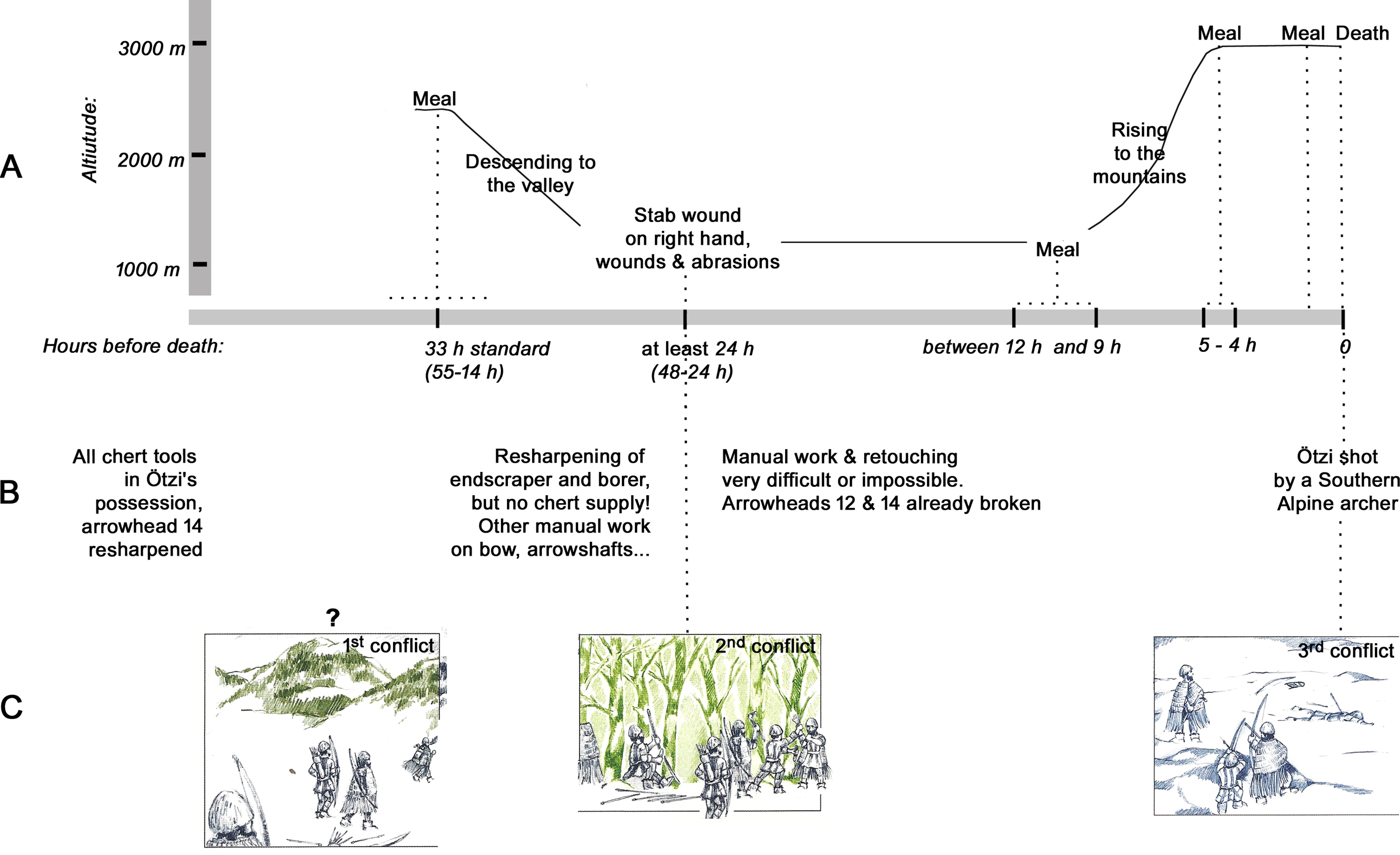
根據多項研究，對奧茲生前最後幾天的重建工作，包括最後行程、飲食、傷口狀況、死亡原因以及受損且不足的裝備等線索進行的分析與推測時程圖。

冰人奧茨的死亡原因在遺體發現後的10年內仍不確定。最初，科學家認為他是因遭遇冬季暴風雪而死於暴露。後來，另一種推測是他可能是祭祀儀式的犧牲品，可能因為他是一位酋長或重要人物，這一解釋與之前對於酸沼木乃伊的部分案例，如圖倫男子、林道人的理論相呼應。
2001年，透過X光和CT掃描顯示，奧茲死亡時左肩嵌有一枚箭頭，並在他的外套上發現了相應的小裂口。這一發現促使研究人員推測，他死於箭傷引發的大量失血，這傷口即便在現代醫療技術下也可能致命。進一步研究發現，箭桿在奧茲死前已被取出，並在仔細檢查遺體時發現手部、手腕和胸部有瘀傷和割傷，此外，還有顱部創傷，顯示他可能遭受過頭部重擊。其中一個位於大拇指底部的傷口深入到骨頭，並且在他死亡前尚未癒合。當前的主流看法是，箭頭打碎了他的肩胛骨，並損壞了神經和血管，最終導致他在箭頭接近肺部的位置流血致死。
根據2003年進行的DNA分析，奧茲的裝備上至少有四個不同人的血跡：一個來自他的刀，兩個來自他箭筒中的箭頭，第四個則來自他的外套。有關這些發現的解釋是，奧茲可能用同一支箭殺死了兩個人，並在兩次殺戮後成功取回箭矢，而他外套上的血跡則可能來自他曾背負的一位受傷同伴。奧茲死亡時的姿勢（面朝下，左臂彎曲於胸前）也支持一種假設，即在他死亡和屍僵發生前，可能有人試圖將他翻轉過來以便取出箭桿，這或許是他左臂保持該姿勢的原因。2020年，《劍橋世界暴力史》引用了奧茲將其作為史前战争的證據之一。

### 替代理論
大多數研究認為，奧茲在他被發現的地點附近死亡。然而在2010年，一項新理論提出奧茲實際上死於更低海拔的地區，並在事後被埋葬在更高的山區。這一假設由羅馬薩皮恩扎大學的考古學家亞歷山德羅·范澤蒂（Alessandro Vanzetti）及其同事提出。根據他們對奧茲附近物品及其分布位置的研究，奧茲可能被安放在一個石堆上，該石堆曾被解釋為墓葬結構，但在隨後的解凍循環中，遺體被水流帶動而下滑，最終被重新凍結。
雖然因斯布魯克大學的考古植物學家克勞斯·歐格爾同意這種自然過程可能導致遺體移動，但他指出該研究未能提供令人信服的證據來證明那些分散的石塊構成了墓葬平台。此外，生物人類學家阿爾伯特·辛克（Albert Zink）則認為，奧茲的骨骼上沒有顯示任何因下滑而引起的骨位移，且箭傷中的血塊完好無損，若遺體在山坡上移動，這些血塊應該會受到損傷。無論如何，這一墓葬理論並不排斥奧茲可能因暴力而死的可能性。

## 法律糾紛

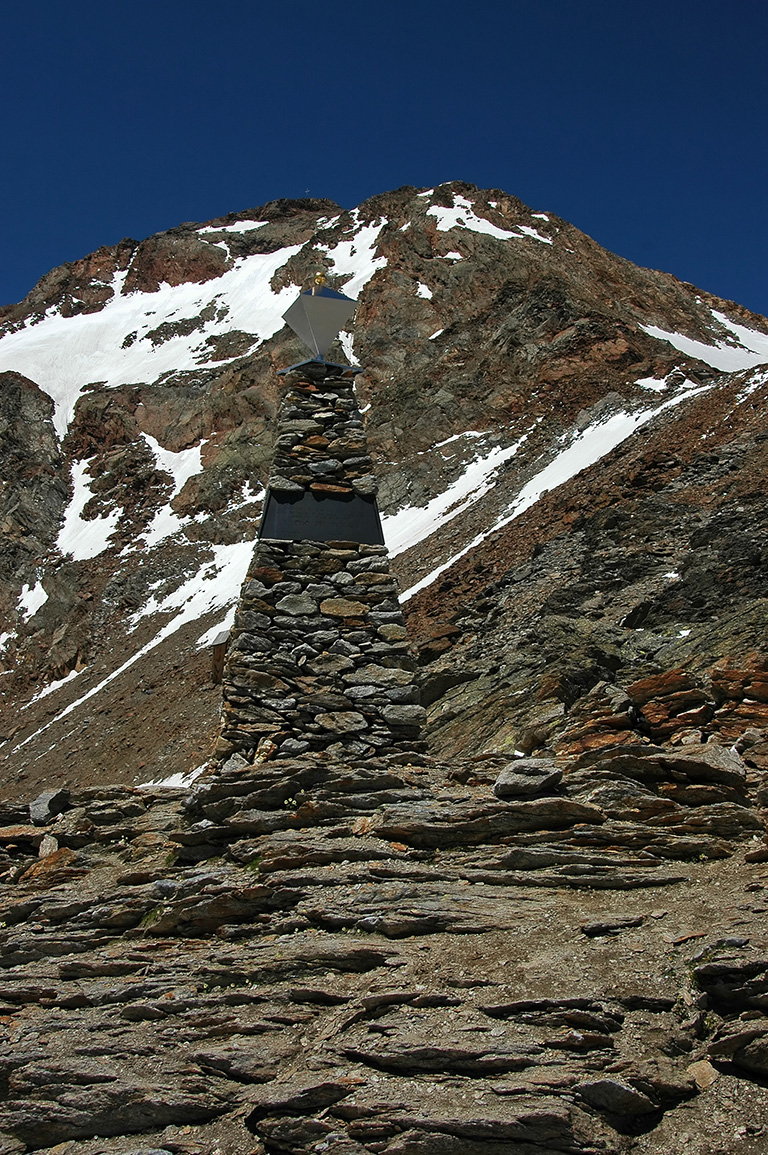
奥茨发现地点的纪念碑

冰人奧茨最初的發現權歸屬曾經引發訴訟，根據義大利法律，發現奧茲的西蒙夫婦有權從南蒂羅爾省政府獲得奧茲價值的25％作為發現者報酬。1994年，當局提出了一筆「象徵」的獎勵金，約為1000萬里拉（約合5,200歐元），但西蒙夫婦拒絕了這項提議。2003年，西蒙夫婦提起訴訟，要求博爾扎諾法院承認他們在發現奧茲的重要角色，並宣佈他們為冰人的「正式發現者」。法院於2003年11月裁定支持西蒙夫婦，該年12月底，西蒙夫婦宣布他們要求30萬美元作為報酬。隨後，南蒂羅爾省政府決定提起上訴。
除了西蒙夫婦之外，還有兩位聲稱自己是首批發現遺體的成員。這兩位聲稱的發現者分別是馬格達萊娜·莫哈·賈爾克（Magdalena Mohar Jarc），一名已退休的斯洛維尼亞登山者，以及來自瑞士的桑德拉·內梅斯（Sandra Nemeth）。賈爾克表示自己是第一位發現奧茲遺體的人。據她所述，當時她不慎跌入一處裂縫，正是在這裡她發現了奧茲的屍體。她表示，隨後返回山間小屋後，她向西蒙夫婦中的赫爾穆特·西蒙提起此事，並請他拍下遺體的照片以作記錄。馬格達萊娜還提及，瑞士登山家萊茵霍爾德·梅斯納爾當時也在場，是這一事件的見證人之一。
內梅斯則聲稱自己比西蒙夫婦更早發現了遺體。她提到，為了確保自己的DNA能被找到並證明其發現者身份，她曾在遺體上吐口水作為標記。她後來要求科學家對遺體進行DNA檢測，以驗證其主張。然而，專家認為由於遺體經歷了長時間的冰凍狀態，發現她DNA的可能性極低，因此並未進行進一步的檢測。
2005年，博爾扎諾法院受理了這些對奧茲冰人發現權的爭議。這些主張引起了艾麗卡·西蒙的強烈不滿，她聲稱這兩位女士當天根本不在山上。她的律師在2005年表示：「艾麗卡對這一切感到非常不滿，尤其是這兩名聲稱者在奧茲被發現14年後才出現。」然而，2008年，賈爾克向斯洛維尼亞的一家報紙表示，她曾兩次致信博爾扎諾法院聲明他的權利，但未收到任何回覆。
2004年，赫爾穆特·西蒙去世。兩年後的2006年6月，上訴法院確認西蒙夫婦確實是冰人的發現者，並因此有權獲得發現者報酬。法院還裁定省政府必須支付西蒙夫婦的法律費用。在這一裁決之後，艾麗卡·西蒙將她的索賠額降至15萬歐元。省政府的回應是，應將其為建立博物館和保存冰人所支付的費用考慮在內，並堅持支付的金額不應超過5萬歐元。2006年9月，當局將此案上訴至義大利最高法院——最高上訴法院。
2008年9月29日，南蒂羅爾省政府與艾麗卡·西蒙達成和解協議，根據該協議，她將獲得15萬歐元，以承認她與已故丈夫發現奧茲冰人的功績，以及由此吸引的觀光收入。

### 書籍
- Deem, James, , Boston: Houghton Mifflin: 64, 2008  [2024-09-19], ISBN 978-0-618-80045-2, （原始内容存档于2011-06-29）
- Bortenschlager, Sigmar; Oeggl, Klaus (编), , Wien; New York: Springer, 2000, ISBN 978-3-211-82660-7.
- Fowler, Brenda, , New York: Random House, 2000, ISBN 978-0-679-43167-1.
- Spindler, Konrad, , 由Ewald Osers翻译, London: Phoenix, 2001, ISBN 978-0-7538-1260-0.
- De Marinis, Raffaele C.; Brillante, Giuseppe, , Venice, Italy: Marsilio, 1998, ISBN 978-88-317-7073-6 （義大利語）
- Fleckinger, Angelika; Steiner, Hubert, , Bolzano, Italy: Folio, 2000, ISBN 978-88-86857-03-1 （義大利語）

## 外部連結
- Official website about Ötzi （页面存档备份，存于）
- New insights into the Tyrolean Iceman's origin and phenotype as inferred by whole-genome sequencing （页面存档备份，存于）
- Iceman Photoscan, published by EURAC Research, Institute for Mummies and the Iceman （页面存档备份，存于）
- "Death of the Iceman" – a synopsis of a BBC Horizon TV documentary first broadcast on 7 February 2002 （页面存档备份，存于）
- Ötzi Links ... Der Mann aus dem Eis vom Hauslabjoch – a list of links to websites about Ötzi in English, German and Italian （页面存档备份，存于） (last updated 28 January 2006)
- Otzi, the 5,300 Year Old Iceman from the Alps: Pictures & Information （页面存档备份，存于） (last updated 27 October 2004)
- "Five millennia on, Iceman of Bolzano gives up DNA secrets" Archive.today的存檔，存档日期2013-01-14 Michael Day, The Independent, 2 August 2010
- "The Iceman Mummy: Finally Face to Face （页面存档备份，存于） High definition image of a reconstruction of Ötzi's face.
- "An Ice Cold Case" RadioLab interviews Albert Zink, Head of EURAC Research and the scientist in charge of Ötzi research.
- "Ötzi's Shoes （页面存档备份，存于）

Template:身分不明的遗体